# Flesh Tone
Flesh Tone är den amerikanska sångerskan Kelis femte studioalbum, utgivet den 14 maj 2010 av will.i.am music group och Interscope Records.

## Låtlista
1. "Intro"
2. "22nd Century / Segue 1"
3. "4th of July (Fireworks) / Segue 2"
4. "Home / Segue 3"
5. "Acapella / Segue 4"
6. "Scream"
7. "Emancipate / Segue 5"
8. "Brave / Segue 5"
9. "Song for the Baby"